# Karl von Einem
Karl von Einem (Herzberg am Harz, 1º gennaio 1853 – Mülheim, 7 aprile 1934) è stato un generale tedesco, fu Ministro della Guerra prussiano e uno dei principali responsabili del rinnovamento dell'esercito tedesco prima dello scoppio della prima guerra mondiale.

## Biografia

### I primi anni
Nato a Herzberg am Harz, Einem entrò nell'esercito prussiano nel 1870 agli albori della Guerra franco-prussiana e l'anno successivo, con la proclamazione dell'Impero Tedesco, venne trasferito ufficialmente all'esercito nazionale con la promozione a Secondo Luogotenente.
Divenuto aiutante di reggimento nel 1873, nel 1876 si reca ad Erfurt con l'8ª brigata di cavalleria dove rimane sino al 1893 quando viene promosso capitano. Ottenuto il comando del reggimento di corazzieri "von Driesen" a Münster, vi rimane in carica sino al 1895. L'anno successivo diviene capo dello staff della VII armata e nel 1897 viene promosso colonnello.
Nel 1898 entra nel Ministero della Guerra e nel 1903, dopo una brillante carriera militare e politica, venne nominato Ministro della Guerra, riuscendo nei sei anni del suo governo ad essere tra i principali responsabili della riforma del nuovo esercito, preoccupandosi in particolare dell'introduzione di mitragliatrici e artiglieria moderna nelle operazioni di combattimento. In quello stesso 1903 viene promosso anche Luogotenente Generale.

### L'esperienza della prima guerra mondiale
Nel 1909, abbandonato il ministero, Einem tornò sul campo e venne nominato comandante del VII corpo d'armata, sottoposto al comando del generale Karl von Bülow nella II armata. Nel frattempo scoppiò la prima guerra mondiale e fu con questo corpo che von Einem prese parte alla Prima battaglia della Marna nell'agosto del 1914. Visti i brillanti successi ottenuti, von Einem venne assegnato alle operazioni belliche in Francia e succedette al generale Max von Hausen come comandante della III armata nel settembre del 1914. Dopo aver sconfitto nuovamente i francesi dell'Offensiva Champagne-Marna nel febbraio-marzo e settembre-novembre 1915, Einem venne promosso Generaloberst e prese parte alla Prima battaglia dell'Aisne che condusse contro il generale francese Anthoine, sottoposto al generale Philippe Pétain e poi alla Seconda battaglia dell'Aisne come parte dell'Offensiva di Nivelle dal 16 aprile al 15 maggio 1917.
Parte delle truppe di von Einem presero parte ad una nuova offensiva nell'area della Marna guidata dal 15 al 17 luglio 1918 dal generale Erich Ludendorff. Dopo aver subito molte perdite in battaglia contro il generale alleato John J. Pershing, von Einem venne forzato a ritirarsi poco prima della fine del conflitto. Il 10 novembre 1918, con la dichiarazione dell'armistizio e col crollo dell'Impero Tedesco, Karl von Einem venne dimesso ritirandosi dall'esercito nel 1919.
Morì nell'abitazione dove si era ritirato a vita privata a Mülheim, il 7 aprile 1934 e sepolto successivamente al Zentralfriedhof Münster di Münster.